# Bob Kiesel
Bob Kiesel (eigentlich: Robert Allan Kiesel; * 30. August 1911 in Sacramento, Kalifornien; † 6. August 1993 in Boise, Idaho) war ein US-amerikanischer Sprinter und Olympiasieger.
Als Student der University of California gewann Kiesel die IC4A-Meisterschaften 1934 über 100 und 200 Meter und 1932 über 220 Yards. 
Bei den Olympischen Spielen 1932 in Los Angeles gewann er in der 4-mal-100-Meter-Staffel zusammen mit Emmett Toppino, Hector Dyer und Frank Wykoff die Goldmedaille mit der Weltrekordzeit von 40,0 s vor den Mannschaften aus Deutschland (Silber) und Italien (Bronze).